# Martin Seymour-Smith
Martin Roger Seymour-Smith (Londra, 24 aprile 1928 – Bexhill-on-Sea, 1º luglio 1998) è stato un poeta, critico letterario e scrittore britannico.

## Biografia
Cominciò come uno dei più promettenti poeti anglofoni del dopoguerra, ma divenne meglio conosciuto come critico letterario, specialmente dopo aver scritto le biografie di Robert Graves (che conobbe all'età di 14 anni e mantenne sempre come amicizia), Rudyard Kipling e Thomas Hardy, producendo inoltre numerose opere critiche. Fu anche interessato all'astrologia. 
Il poeta e critico Robert Nye affermò che Seymour-Smith era "uno dei migliori poeti britannici dopo il 1945". Altre figure importanti che lo lodarono comprendono Robert Graves, C. H. Sisson, Geoffrey Grigson e James Reeves. 
Divenne noto nel 1963, quale curatore della prima edizione del XX secolo dei Sonetti di Shakespeare che usasse l'ortografia originale. Peculiarmente, il suo commentario analizzava i problemi e le polemiche esistenti sulla sessualità di Shakespeare, fatto che irritò parecchi. 
I suoi due volumi di poesie, Tea with Miss Stockport (1963) e Reminiscences of Norma (1971), lodati da molti, tra i quali il poeta Peter Porter che Seymour-Smith conosceva appena, lo consacrò ad alta fama. Ma un suo prolungato silenzio creativo, durato fino alla pubblicazione della sua ultima straordinaria collezione Wilderness (1994), lo lasciò nell'oscurità col pubblico durante tutti gli anni ottanta. 
La sua Guide to Modern World Literature è un enciclopedico tentativo di descrivere tutti i principali autori del XX secolo, in tutte le lingue. Il libro supera le 1450 pagine. Polemicamente individualistica, venne considerata un'opera eccentrica e a volte irritante, ma sempre leggibilissima e molto stimolante. Come ebbe a dire Cyril Connolly nel commentare la prima edizione (1973): "Ho paura che si dimostrerà indispensabile!" E molti giudizi espressi da Seymour-Smith e precedentemente criticati come "eccentrici", si sono dimostrati validi e corretti. Per esempio, la sua critica letteraria di Lawrence Durrell affermava che l'opera poetica di quest'ultimo fosse veramente importante e innovativa; John Fowles, Muriel Spark, C. P. Snow, Malcolm Bradbury e persino Ted Hughes sentirono con ansia le rispettive reputazioni messe in bilico tra le pagine della Guida. E la predizione di Seymour-Smith che i Quattro quartetti di T. S. Eliot non sarebbero sopravvissuti oltre il 2000, è stata qualmodo confermata. 
Seymour-Smith fu esperto poliglotta e usò la sua Guida per promuovere scrittori da lui reputati come "trascurati", quali James Hanley, Laura Riding, Cesar Vallejo, Pío Baroja, Rayner Heppenstall e José María Arguedas, mentre attaccò altri secondo lui troppo valorizzati, come George Bernard Shaw, W. H. Auden e il succitato T. S. Eliot. Seymour-Smith inoltre criticò John le Carré, Harold Pinter, e Tom Stoppard che reputava appunto troppo stimati.
Scrisse inoltre vasti compendi di letteratura, tra i quali I 100 libri più influenti mai scritti e Romanzi e romanzieri: guida al mondo della narrativa (1980).
Una sua Raccolta di Poesie venne pubblicata nel 2005 dall'editore britannico Greenwich Exchange. Sue poesie appaiono in antologie anche italiane.
Morì nella sua casa di Bexhill-on-Sea per attacco cardiaco.